# Gāyatrī

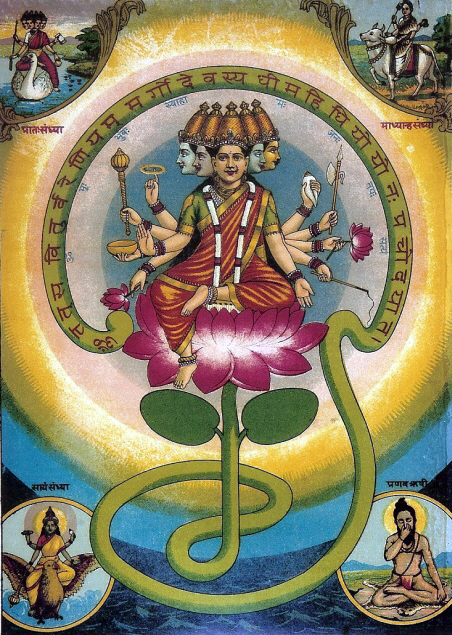

Gāyatrī (devánāgarī गायत्री) è un termine femminile sanscrito che indica un antico metro composto da ventiquattro sillabe disposte secondo una terzina di otto sillabe ciascuna.
Con tale metro furono composti numerosi inni (gāyatrá sostantivo neutro) del Ṛgvedá fra i quali il più sacro, principale e diffusamente recitato come mántra è indicato con lo stesso nome, gāyatrī, o anche come sāvitrī́ perché dedicato a Savitṛ́ (Vivificante) il devá del Sole:
(Ṛgvedá III,62,10)
Questo è il mántra più importante degli inni vedici, recitato durante il sorgere e il tramontare del sole.
Esso viene recitato anche durante le libagioni del burro semifuso (ghṛtá) versato nel fuoco.
Esso fu ritenuto superiore, nel periodo post-vedico, allo stesso sacrificio:
(Manusmṛti, II,85)
Questo mantra, molto popolare, secondo la tradizione, è la "madre dei Veda", è per molti hindu preghiera quotidiana, la quale, tuttavia, non si rivolge a una divinità personale, ma è rivolta al sole come una rappresentazione visiva dell'Altissimo. Oltre alle lodi, contiene la preghiera per l'illuminazione spirituale. Savitri è l'origine di tutto l'universo e l'inizio di tutti gli esseri e nelle Upanishad viene identificato in più punti come l'Atman, il sé interiore dell'uomo.
Se in precedenza era consentita solo ai credenti di caste superiori recitare il mantra, oggi viene recitato dalla maggioranza degli indù, per lo più in forma di canto. 
È invece un dovere speciale per i membri della casta dei bramini, dove i ragazzi vengono iniziati con il rito Upanayana, il rito di passaggio tra il sesto e il dodicesimo anno, dove vengono introdotti ufficialmente al mantra speciale. 
Dopodiché verrà recitata quotidianamente all'alba, a mezzogiorno e al tramonto. 
La Gayatri non devrebbe solo promuovere speciali forze spirituali, ma anche eliminare le impurità spirituali.
Il mantra Gayatri è composto da una riga della Yajur Veda e il versetto 3,62,10 del Rig Veda. Oltre che nei Veda, si trova anche in molte altre scritture indù, le Upanishad e la Bhagavad Gita, così come nella letteratura successiva; sono numerosi riferimenti alla santità e il significato mistico del mantra Gayatri.
"La Gayatri è tutto il Sé esistente. Gayatri è la parola, tutto il Sé esistente che canta (Gaya-ti) e protegge (Traya-te)  tutto ciò che esiste". (Chandogya Up. III.12.1.-6) 
Nella Bhagavad Gita (10:35) Krishna lo identifica come il più alto mantra:
"... Tra i mantra sono Gayatri ..."
Autore di queste ventiquattro sillabe del mantra Gayatri potrebbe essere il veggente Vishwamitra, come è scritto nei Purana, è stato il primo dei ventiquattro Rishi che avevano perfettamente compreso il significato del mantra.
Nel corso del tempo, il mantra è stato personalizzato come incarnazione personale della dea Gayatri, moglie del dio creatore Brahma.